# Erich Lehninger
Erich Lehninger é um violinista alemão radicado no Brasil. É pai do maestro Marcelo Lehninger, nascido no Rio de Janeiro
É um dos músicos de maior importância no panorama musical brasileiro. Natural da Alemanha, Erich Lehninger está radicado no Brasil desde 1975, mesmo ano em que fundou junto com Gilberto Tinetti e Watson Clis o Trio Brasileiro. Alguns projetos como Memória Musical, iniciado em 1998, são resultados de suas constantes pesquisas sobre música brasileira.
Erich Lehninger começou a tocar violino aos 5 anos de idade sob orientação de seu pai. Aos onze anos começou a estudar com Helmut Zernick em Colonia, nesse mesmo ano realizou seu "debut" em público acompanhado por um piano.
Em 1963 iniciou seus estudos com o renomado violinista Max Rostal na Escola Superior de Música em Colonia e lá se formou em 1969. Enquanto estudante exerceu a função de spalla da Orquestra de Câmara de Renania. Esteve a primeira vez no Brasil em 1970 onde realizou a primeira audição sul-americana do concerto "Memória de um Anjo" de Alban Berg. De 1971 a 1974 foi spalla da Nordwestdeutsche Philharmonie. Nesse mesmo período continuou seus estudos com o famosíssimo violinista belga Arthur Grumiaux. 
Recentemente, Erich Lehninger, excursou o sul da Alemanha atuando como solista junto à Orquestra Sinfônica de Bamberg. O Violinista já exerceu o cargo de spalla em várias orquestras no Brasil e fora também como a Orquestra Sinfônica do estado São Paulo (OSESP), a Orquestra Sinfônica do Teatro Nacional Cláudio Santoro (OSTNSC) e a Orquestra de Câmara de Renania. Como regente, Lehninger também tem atuado em importantes orquestras, é responsável pela formação de duas gerações de jovens violinistas brasileiros e é detentor de premiações como o “Prêmio de Música de Câmara da Cidade de Colônia” (Alemanha); o “Troféu Eldorado de Música Erudita”; o “Prêmio Lei Sarney”; o ”Prêmio Carlos Gomes” e “Prêmio da Associação Paulista de Críticos de Arte”.